# Big Love (Fleetwood Mac)
Big Love è una canzone dei Fleetwood Mac, inserita nell'album Tango in the Night del 1987 e pubblicata nello stesso anno come singolo, contenente anche il brano You & I Part 1. 
Nelle esibizioni dal vivo, Lindsey Buckingham è solito eseguire il brano senza l'ausilio degli altri musicisti, presentando un arrangiamento fingerstyle (in cui svolge sia le parti solistiche che quelle ritmiche) accompagnato dalla sua voce: un esempio si può trovare nel famoso live The Dance (1997)